# Consonant palatal
Una consonant palatal (o simplement palatal en l'àmbit de la fonètica) és aquella consonant que s'articula recolzant la llengua sobre el paladar, amb obstrucció o no de l'aire. És el punt o lloc d'articulació més ampli i per aquest motiu es pot dividir en palatal i post-palatal per precisar més com es fa un determinat fonema (tot i que aquesta distinció no es recull a la transcripció de l'AFI).

## En català
En català, els sons [ɲ], [ʎ], [j] són palatals.
També se solen considerar palatals els sons [ʒ], [ʃ] encara que estrictament parlant tenen un punt d'articulació postalveolar més avançat.

## En altres llengües
El so palatal més freqüent entre les llengües és [j], seguit de [ɲ]. Per assimilació, molts sons es poden convertir en palatals quan entren en contacte amb un fonema amb aquesta articulació.
Alguns exemples de consonants palatals en llengües properes:
| AFI | Descripció               | Exemple               | Exemple          | Exemple   | Exemple     |
| AFI | Descripció               | Llengua               | Ortografia       | AFI       | Significat  |
| --- | ------------------------ | --------------------- | ---------------- | --------- | ----------- |
| ɟ   | oclusiva palatal sonora  | letó                  | ģimene           | [ɟimene]  | família     |
| c   | oclusiva palatal sorda   | hongarès              | hatty            | ['hɒcːuː] | cigne       |
| ʝ   | fricativa palatal sonora | castellà (peninsular) | yema             | [ʝema]    | rovell d'ou |
| ʝ   | fricativa palatal sonora | grec modern           | γυναίκα (gineka) | [ʝi'neka] | dona        |
| ç   | fricativa palatal sorda  | alemany               | nicht            | [nɪçt]    | no          |
| ɲ   | nasal palatal            | català                | any              | ['aɲ]     | any         |
| ʎ   | lateral palatal          | català                | llac             | ['ʎak]    | llac        |
| j   | aproximant palatal       | català                | iaia             | ['jajə]   | iaia        |